# The Witcher (televisieserie)
The Witcher is een Amerikaanse televisieserie voor streamingdienst Netflix. De serie werd bedacht door Lauren Schmidt Hissrich en is gebaseerd op de  gelijknamige boekenserie van de Poolse fantasyschrijver Andrzej Sapkowski. Het eerste seizoen van de serie werd op 20 december 2019 beschikbaar. Het tweede seizoen is op 17 december 2021 uitgekomen.

## Verhaal
Geralt van Rivia is een witcher, een lid van een uitstervende soort van gemuteerde, bovennatuurlijk sterke monsterjagers. Hij trekt als eenling door het Continent en komt aan de kost door zich in te laten huren om op monsters te jagen, zoals een kikimora en een shtriga. Zijn lot raakt verstrengeld met dat van tovenares Yennefer van Vengerberg en dat van prinses Cirilla 'Ciri' van Cintra, die door haar grootmoeder Calanthe op de vlucht wordt gestuurd wanneer Cintra wordt veroverd door Nilfgaard. De misvormde Yennefer geeft haar vruchtbaarheid op in ruil voor een magische behandeling die haar een aantrekkelijk uiterlijk oplevert. Nadat ze daar een tijd de vruchten van plukt, krijgt ze spijt en gaat ze op zoek naar een manier om toch een kind te kunnen krijgen. Ciri komt er tijdens een noodsituatie achter dat ze beschikt over magische vermogens. Zij en Geralt zijn voorbestemd om elkaar te vinden, omdat Geralt ooit om de Wet der Verrassing heeft gevraagd als beloning voor het redden van het leven van haar vader. Geen van de betrokkenen wist op dat moment dat Ciri's moeder Pavetta zwanger was, waardoor haar kind volgens deze wet Geralts beloning is. Wanneer de tijd daar is, werpt hij zich daarom op als haar beschermer.

## Rolverdeling
| - Henry Cavill als Geralt van Rivia - Freya Allan als prinses Cirilla - Anya Chalotra als Yennefer van Vengerberg - MyAnna Buring als Tissaia de Vries - Mimi Ndiweni als Fringilla Vigo - Eamon Farren als Cahir - Anna Shaffer als Triss Merigold - Royce Pierreson als Istredd | - Lars Mikkelsen als Stregobor - Wilson Radjou-Pujalte als Dara - Jodhi May als koningin Calanthe - Björn Hlynur Haraldsson als koning Eist Tuirseach - Adam Levy als Mousesack - Joey Batey als Jaskier - Therica Wilson-Read als Sabrina Glevissig |

## Afleveringen
| Seizoen | Afleveringen | Eerste uitzenddatum                         |
| ------- | ------------ | ------------------------------------------- |
| 1       | 8            | 20 december 2019                            |
| 2       | 8            | 17 december 2021                            |
| 3       | 8            | 29 juni 2023 (5 afl.) 27 juli 2023 (3 afl.) |

## Productie
Schmidt Hissrich maakte in 2018 bekend dat de serie is opgenomen in Oost-Europa, waaronder delen van Hongarije en Polen. Filmopnames vonden ook plaats op Gran Canaria. De opnames van het eerste seizoen eindigden in het Kasteel van Ogrodzieniec.

## Ontvangst
Het eerste seizoen werd ontvangen met gemengde recensies en heeft op aggregatiewebsite Metacritic een score van 53. Kijkers waarderen de serie met een 7,6.
Men prees in recensies de personages, de visuele en authentieke fantasywereld, het boeiende script en de serie als potentiële klassieker. Kritiek was er op de verdrongen verhaallijnen en personages, met soms kromme dialogen. De serie wordt gezien als opvolger van Game of Thrones, maar dan gericht op de individuele ontwikkeling van elk van de personages, die worstelen met hun goede en slechte kanten.